# ソム級潜水艦
ソム級潜水艦（ソムきゅうせんすいかん）は、ロシア帝国海軍が1904年から1907年にかけて建造した潜水艦である。エレクトリック・ボート社によって設計されたこの艦は、日露戦争の最中に発令された緊急計画に従い1904年に同社に発注された。建造はサンクトペテルブルクで行われ、鉄道輸送への対応が要件とされていた。一番艦のソムはもともとフルトンという名の実験艦であり、プランジャー (SS-2)をはじめとするプランジャー級潜水艦の試作品であった。フルトンは買い取られた後に区分けされた状態でロシアに運び込まれ、サンクトペテルブルクで再組み立てが行われた。

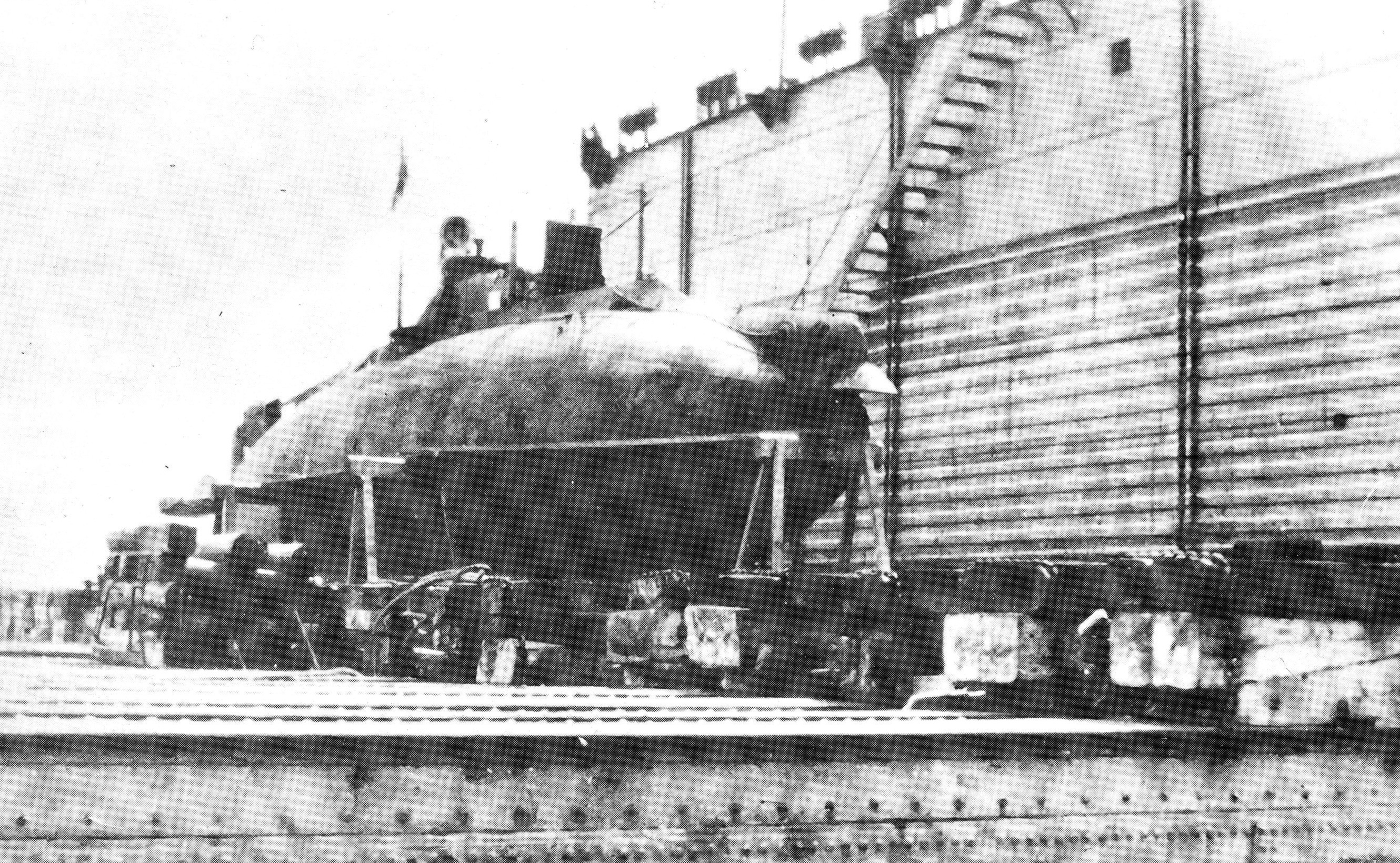
ドック上の「フルトン」（1901年から1904年頃）。後にロシアに売却されロシア帝国海軍の「ソム」となる。

## 同型艦
| 艦名                | 艦名の由来   | 就役      | 来歴と最期 |
| ------------------- | ------------ | --------- | --- |
| ソム(Som) – Сом     | ナマズ       | 1904年    | 実験艦「フルトン」として建造。1904年ウラジオストクに輸送される。1915年黒海艦隊からバルチック艦隊に編入。1916年5月10日衝突により沈没。2015年スウェーデン領海内で残骸が発見される。 |
| Beluga – Белуга     | チョウザメ   | 1905年    | バルチック艦隊に所属。1918年2月25日にタリンにて自沈処分。 |
| Losos – Лосось      | サケ         | 1905年    | 黒海艦隊に所属。1919年セヴァストポリにて自沈処分。 |
| Peskar – Пескарь    | カマツカ     | 1905年    | バルチック艦隊に所属。1918年2月25日にタリンにて自沈処分。 |
| Schuka – Щука       | カワカマカス | 1905年4月 | バルチック艦隊に所属。1918年2月25日にタリンにて自沈処分。 |
| Sterlyad – Стерлядь | コチョウザメ | 1905年    | バルチック艦隊に所属。1918年2月25日にタリンにて自沈処分。 |
| Sudak – Судак       | パイクパーチ | 1907年    | 黒海艦隊に所属。1919年にセヴァストポリにて自沈処分。 |

## 残骸の発見
2015年7月、スウェーデン軍は、スウェーデン沖のバルト海の海底で沈没している状態で発見された潜水艦がロシアの潜水艦ソムと思われると発表した。